# Serra de la Penya-rúbia
La serra de la Penya-rúbia, en castellà Peñarrubia o Peña Rubia, és una alineació muntanyosa entre els termes municipals de Villena, Saix i Biar, a la comarca de l'Alt Vinalopó (País Valencià). Arriba als 931 metres d'alçada al Peñón de Peñarrubia.
La serra presenta una orientació de nord-est a sud-oest, com la resta de serres del Sistema Bètic valencià en la que s'inclou. Presenta grans pendents i presenta una continuïtat orogràfica amb la veïna serra del Flare pel nord-est, on el coll de Penya-rúbia (740 m) fa de divisòria. Les principals altures són, a més del ja esmentat Peñón de Peñarrubia, el Alto del Fraile (893 m) i el Peñón Alto (886 m).
Pel nord, la serra esdevé el darrer flanc meridional de la vall de Biar abans d'obrir-se als Plans de Villena.
La serra està protegida sota la figura de Lloc d'importància comunitària (LIC) de la Xarxa Natura 2000 de la Unió Europea dins dels límits del LIC del Maigmó i les serres de la Foia de Castalla.